# Schmalspurbahn Coutances–Lessay
| Le Petit Train, den die Einwohner auch Tram oder Tramway nannten Brücke der Schmalspurbahn links neben der Regelspurbahn bei Coutances |                     |                               |                               |
| Ehemaliger Streckenverlauf auf einer neuzeitlichen Karte |                     |                               |                               |
| Streckenlänge: | 37,6 km             |                               |                               |
| Spurweite: | 1000 mm (Meterspur) |                               |                               |
| Streckengeschwindigkeit: | 20 km/h             |                               |                               |
| |                     |                               |                               |
| \| \| \| Caen–Rennes und von Sottevast \| \| \| \| 0 \| Coutances \| Coutances \| \| \| \| Saint-Pierre-de-Coutances \| \| \| \| \| Pont de la Roque \| \| \| \| \| Tourville \| \| \| \| \| Agon \| \| \| \| \| Coutainville \| \| \| \| \| Blainville \| \| \| \| \| Gouville \| \| \| \| \| Anneville-sur-Mer \| \| \| \| \| Geffosses \| \| \| \| \| Pirou \| \| \| \| \| Créances \| \| \| \| 37,6 \| Lessay[3] \| Lessay[3] \| \| \| \| Coutances–Sottevast \| \| |                     |                               |                               |
| Bahnhof quer (Strecke außer Betrieb) |                     | Caen–Rennes und von Sottevast | Caen–Rennes und von Sottevast |
| Kopfbahnhof Streckenanfang (Strecke außer Betrieb) | 0                   | Coutances                     | Coutances                     |
| Haltepunkt / Haltestelle (Strecke außer Betrieb) |                     | Saint-Pierre-de-Coutances     | Saint-Pierre-de-Coutances     |
| Haltepunkt / Haltestelle (Strecke außer Betrieb) |                     | Pont de la Roque              | Pont de la Roque              |
| Haltepunkt / Haltestelle (Strecke außer Betrieb) |                     | Tourville                     | Tourville                     |
| Haltepunkt / Haltestelle (Strecke außer Betrieb) |                     | Agon                          | Agon                          |
| Haltepunkt / Haltestelle (Strecke außer Betrieb) |                     | Coutainville                  | Coutainville                  |
| Haltepunkt / Haltestelle (Strecke außer Betrieb) |                     | Blainville                    | Blainville                    |
| Bahnhof (Strecke außer Betrieb) |                     | Gouville                      | Gouville                      |
| Haltepunkt / Haltestelle (Strecke außer Betrieb) |                     | Anneville-sur-Mer             | Anneville-sur-Mer             |
| Haltepunkt / Haltestelle (Strecke außer Betrieb) |                     | Geffosses                     | Geffosses                     |
| Haltepunkt / Haltestelle (Strecke außer Betrieb) |                     | Pirou                         | Pirou                         |
| Haltepunkt / Haltestelle (Strecke außer Betrieb) |                     | Créances                      | Créances                      |
| Kopfbahnhof Streckenende (Strecke außer Betrieb) | 37,6                | Lessay                        | Lessay                        |
| Bahnhof quer (Strecke außer Betrieb) |                     | Coutances–Sottevast           | Coutances–Sottevast           |

Die Schmalspurbahn Coutances–Lessay war eine 37,6 Kilometer lange Meterspurbahn von Coutances nach Lessay in der Normandie, die von 1909 bis 1937 betrieben wurde.

## Streckenverlauf
Auf der 37 Kilometer langen Strecke Coutances und Lessay gab es 19 Haltestellen.

## Geschichte
Der erste Personenzug fuhr am 1. Januar 1909 um 5.35 Uhr, noch bevor die Bahn um 10:00 Uhr offiziell eingeweiht wurde. Ab 3. Februar 1909 gab es außerdem Güterverkehr und ab 1. Mai 1909 die Paketpost.

## Betrieb
Die Bahn wurde von der Société des chemins de fer de la Manche (CFM) betrieben. Es gab eine dreiachsige Dampflokomotive (C n2t) von Weidknecht, die 2000 Liter Wasser und 600 kg Kohle mitführen konnte. Die Höchstgeschwindigkeit betrug 20 km/h auf der freien Strecke, 12 km/h auf Straßen und 8 km/h in den engen Bögen an den Haltestellen.

## Transportaufkommen

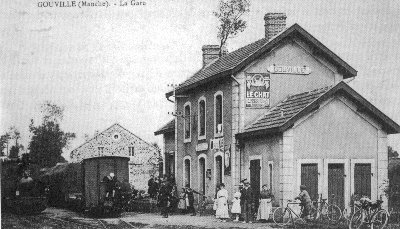
Der Bahnhof von Gouville und dahinter das Seetang-Magazin

Getrockneter Seetang und getrocknete Seegräser waren zwei der wichtigsten Transportgüter. Seetang wurde nicht nur von pharmazeutischen Labors benötigt, die daraus Natriumcarbonat (Soda) und Jod gewannen. Traditionell wurde er auch als Brennstoff, Dünger und Viehfutter sowie als schwer entflammbares Füllmaterial für Polstermöbel verwendet. Der Bahnhof in Gouvielle wurde direkt neben dem bereits bestehenden Seetang-Magazin errichtet.
Die Spinnerei in Gouville-sur-Mer, die von den Einheimischen La Mécanique genannt wurde, war ein weiterer wichtiger Kunde der Bahn, da sie viel Kohle für ihre Dampfmaschinen benötigte, die früher mit Pferdefuhrwerken transportiert wurde. Bis zu 150 der 1500 Einwohner des Ortes arbeiteten in der Spinnerei, um Garne für den Versand ins In- und Ausland herzustellen. Die vollbeladenen Güterzüge mussten an der Steigung zwischen der Pont de la Roque und Coutances bei Regenwetter geteilt werden, damit sie von der leicht gebauten Weidknecht-Lokomotive den steilen Berg hinaufgezogen werden konnten.

## Unfälle
Am Sonntag, dem 1. November 1914, kam es abends auf offener Strecke zu einem Kesselzerknall, durch den der Lokomotivführer und der Heizer tödlich verunglückten und der Bremser verletzt wurde.
Während des Ersten Weltkriegs wurde 1917 der Arzt von Gouville, Doktor Galene, der einen an die Front einberufenen Kollegen bei einem Krankenbesuch vertreten sollte, auf dem Bahnübergang vom Zug erfasst und auf der Stelle getötet.

## Bahnhöfe und Haltestellen

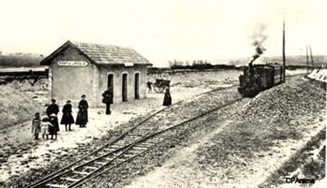
Pont-de-la-Roque
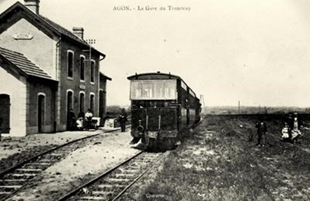
Agon
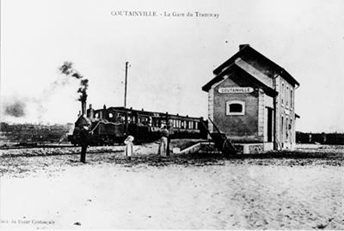
Coutainville
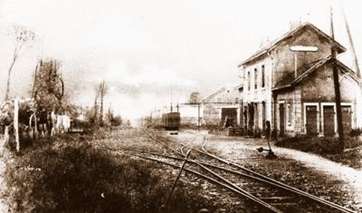
Gouville
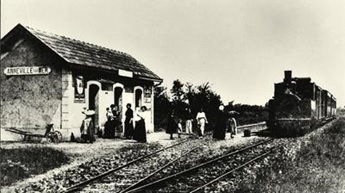
Anneville-sur-Mer
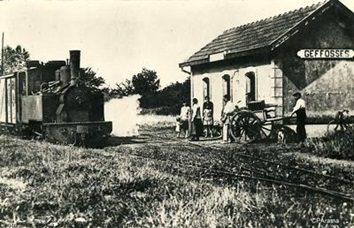
Geffosses
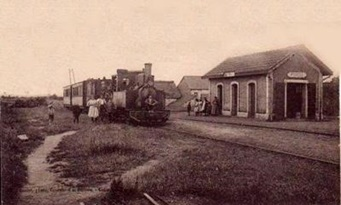
Pirou
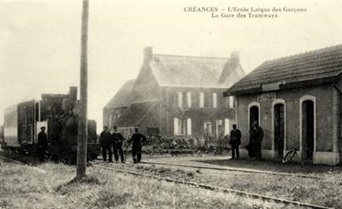
Créances
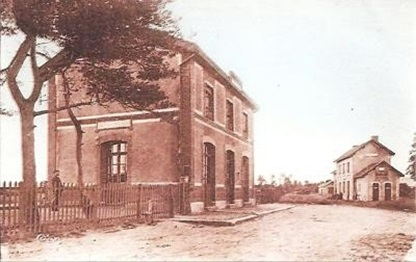
Lessay